# Bill Belichick
William Stephen Belichick (Nashville, Tennessee, Estados Unidos; 16 de abril de 1952), más conocido como Bill Belichick, es un entrenador de fútbol americano. Actualmente es entrenador del equipo North Carolina Tar Heels que juega en la División I de la NCAA como parte de la Conferencia de la Costa Atlántica.
Es considerado uno de los mejores entrenadores de la historia de la NFL tras su exitosa carrera dirigiendo a New England Patriots. Belichick ostenta el récord de más títulos de Super Bowl (seis) y más victorias en playoffs (31) para un entrenador en jefe. Es además el tercer head coach con más partidos ganados de temporada regular (302), únicamente por detrás de Don Shula y George Halas. A lo largo de su carrera ha ganado tres veces el premio al Entrenador del Año de la NFL.

## Carrera
Después de pasar 15 temporadas en la liga como asistente, Belichick obtuvo su primer trabajo como entrenador en jefe con los Cleveland Browns en 1991. En sus cinco temporadas entrenando en Cleveland, solamente tuvo una temporada con récord positivo, por lo que fue despedido en 1995.
En el año 1997 fue nombrado coordinador defensivo de los New York Jets, y después de tres años fue nombrado su entrenador en jefe. El mismo día que fue anunciado como el entrenador en jefe, él anunció su renuncia de los Jets. Belichick dijo esto sobre su renuncia: "Ese no fue solamente uno de los momentos definitorios, sino uno de los más grandes en mi carrera."
Poco después en el año 2000 los New England Patriots lo contrataron y desde entonces Belichick ha llevado a su equipo a nueve finales de Super Bowls, conquistando seis (Super Bowl XXXVI, Super Bowl XXXVIII, Super Bowl XXXIX, Super Bowl XLIX, Super Bowl LI y Super Bowl LIII)
Ha sido nombrado tres veces el entrenador del año (2003, 2007 y 2010) por la AP. En 2007 Belichick consiguió llevar a los Patriots al Superbowl con un balance total de victorias (16-0), siendo el primer entrenador en conseguir tales números. A pesar de ello, y de partir claramente como favoritos para adjudicarse nuevamente el título, los Patriots perdieron en la Super Bowl contra los New York Giants de Eli Manning. En 2015, Belichick se proclamó campeón tras derrotar en el Super Bowl a los Seattle Seahawks.
En 2017 se proclama campeón del Super Bowl LI (51), al dirigir a los Patriotas y derrotar en un histórico partido en tiempo extra a los Falcons de Atlanta 34 a 28.
El año siguiente, en 2018 volvió a disputar la Super Bowl, siendo derrotado esta vez contra los Philadelphia Eagles por un marcador de 41-33.
En la temporada 2019, y por tercer año consecutivo, dirigió a los Patriots en la victoria contra Los Angeles Rams con un marcador de 13-3, logrando su sexto anillo como Head Coach.

## Estadísticas como entrenador
| Equipo         | Temporada      | Temporada regular | Temporada regular | Temporada regular | Temporada regular | Temporada regular     | Postemporada | Postemporada | Postemporada   | Postemporada                                                               |   |
| Equipo         | Temporada      | G                 | P                 | E                 | % de victorias    | Posición final        | G            | P            | % de victorias | Resultado                                                                  |   |
| -------------- | -------------- | ----------------- | ----------------- | ----------------- | ----------------- | --------------------- | ------------ | ------------ | -------------- | -------------------------------------------------------------------------- | - |
| CLE            | 1991           | 6                 | 10                | 0                 | .375              | 3.o en la AFC Central | -            | -            | -              | -                                                                          |   |
| CLE            | 1992           | 7                 | 9                 | 0                 | .438              | 3.o en la AFC Central | -            | -            | -              | -                                                                          |   |
| CLE            | 1993           | 7                 | 9                 | 0                 | .438              | 3.o en la AFC Central | -            | -            | -              | -                                                                          |   |
| CLE            | 1994           | 11                | 5                 | 0                 | .688              | 2.o en la AFC Central | 1            | 1            | .500           | Perdió ante los Pittsburgh Steelers en los Playoffs Divisionales de la AFC |   |
| CLE            | 1995           | 5                 | 11                | 0                 | .313              | 4.o en la AFC Central | -            | -            | -              | -                                                                          |   |
| Totales en CLE | Totales en CLE | 36                | 44                | 0                 | .450              |                       | 1            | 1            | .500           |                                                                            |   |
| NE             | 2000           | 5                 | 11                | 0                 | .313              | 5.o en la AFC Este    | -            | -            | -              | -                                                                          |   |
| NE             | 2001           | 11                | 5                 | 0                 | .688              | 1.o en la AFC Este    | 3            | 0            | 1.000          | Campeón del Super Bowl XXXVI                                               |   |
| NE             | 2002           | 9                 | 7                 | 0                 | .563              | 2.o en la AFC Este    | -            | -            | -              | -                                                                          |   |
| NE             | 2003           | 14                | 2                 | 0                 | .875              | 1.o en la AFC Este    | 3            | 0            | 1.000          | Campeón del Super Bowl XXXVIII                                             |   |
| NE             | 2004           | 14                | 2                 | 0                 | .875              | 1.o en la AFC Este    | 3            | 0            | 1.000          | Campeón del Super Bowl XXXIX                                               |   |
| NE             | 2005           | 10                | 6                 | 0                 | .625              | 1.o en la AFC Este    | 1            | 1            | .500           | Perdió ante los Denver Broncos en los Playoffs Divisionales de la AFC      |   |
| NE             | 2006           | 12                | 4                 | 0                 | .750              | 1.o en la AFC Este    | 2            | 1            | .667           | Perdió ante los Indianapolis Colts en el partido de campeonato de la AFC   |   |
| NE             | 2007           | 16                | 0                 | 0                 | 1.000             | 1.o en la AFC Este    | 2            | 1            | .667           | Perdió ante los New York Giants en la Super Bowl XLII                      |   |
| NE             | 2008           | 11                | 5                 | 0                 | .688              | 2.o en la AFC Este    | -            | -            | -              | -                                                                          |   |
| NE             | 2009           | 10                | 6                 | 0                 | .625              | 1.o en la AFC Este    | 0            | 1            | .000           | Perdió ante los Baltimore Ravens en los Playoffs Wild Cards de la AFC      |   |
| NE             | 2010           | 14                | 2                 | 0                 | .875              | 1.o en la AFC Este    | 0            | 1            | .000           | Perdió ante los New York Jets en los Playoffs Divisionales de la AFC       |   |
| NE             | 2011           | 13                | 3                 | 0                 | .813              | 1.o en la AFC Este    | 2            | 1            | .667           | Perdió ante los New York Giants en la Super Bowl XLVI                      |   |
| NE             | 2012           | 12                | 4                 | 0                 | .750              | 1.o en la AFC Este    | 1            | 1            | .500           | Perdió ante los Baltimore Ravens en el partido del campeonato de la AFC    |   |
| NE             | 2013           | 12                | 4                 | 0                 | .750              | 1.o en la AFC Este    | 1            | 1            | .500           | Perdió ante los Denver Broncos en el partido del campeonato de la AFC      |   |
| NE             | 2014           | 12                | 4                 | 0                 | .750              | 1.o en la AFC Este    | 3            | 0            | 1.000          | Campeón del Super Bowl XLIX                                                |   |
| NE             | 2015           | 12                | 4                 | 0                 | .750              | 1.o en la AFC Este    | 1            | 1            | 0.500          | Perdió ante los Denver Broncos en el partido del campeonato de la AFC      |   |
| NE             | 2016           | 14                | 2                 | 0                 | ..875             | 1.o en la AFC Este    | 3            | 0            | 1.000          | Campeón del Super Bowl LI                                                  |   |
| NE             | 2017           | 13                | 3                 | 0                 | .813              | 1.o en la AFC Este    | 2            | 1            | .667           | Perdió ante los Philadelphia Eagles en la Super Bowl LII                   |   |
| NE             | 2018           | 11                | 5                 | 0                 | .688              | 1.o en la AFC Este    | 3            | 0            | 1.000          | Campeón del Super Bowl LIII                                                |   |
| NE             | 2019           | 12                | 4                 | 0                 | .750              | 1.o en la AFC Este    | 0            | 1            | 0.000          | Perdió ante los Tennessee Titans en la ronda Wild Card de los playoffs     |   |
| NE             | 2020           | 7                 | 9                 | 0                 | .438              | 3.° en la AFC Este    | -            | -            | -              | -                                                                          |   |
| NE             | 2021           | 10                | 7                 | 0                 | .588              | 2.o en la AFC Este    | 0            | 1            | 0.000          | Perdió ante los Buffalo Bills en la ronda Wild Card de los playoffs        |   |
| NE             | 2022           | 8                 | 9                 | 0                 | .471              | 3.° en la AFC Este    | -            | -            | -              | -                                                                          |   |
| NE             | 2023           | 4                 | 13                | 0                 | .235              | 4.° en la AFC Este    | -            | -            | -              | -                                                                          | - |
| NE Total       | NE Total       | 263               | 111               | 0                 | .703              |                       | 30           | 12           | .714           |                                                                            |   |
| Total          | Total          | 299               | 155               | 0                 | .659              |                       | 31           | 13           | .705           |                                                                            |   |